# قلعه‌یوزو (فکه)
قلعه‌یوزو (به ترکی استانبولی: Kaleyüzü) یک منطقهٔ مسکونی در ترکیه است که در فکه، ترکیه واقع شده‌است.